# 皇鸠属

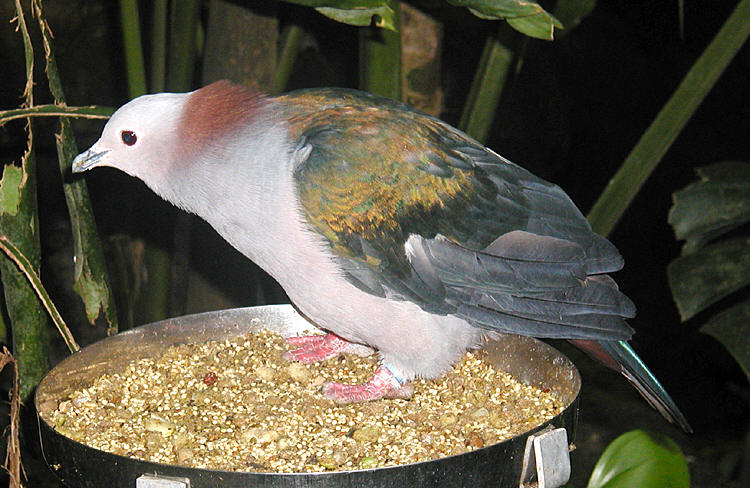
绿皇鸠（Ducula aenea）。

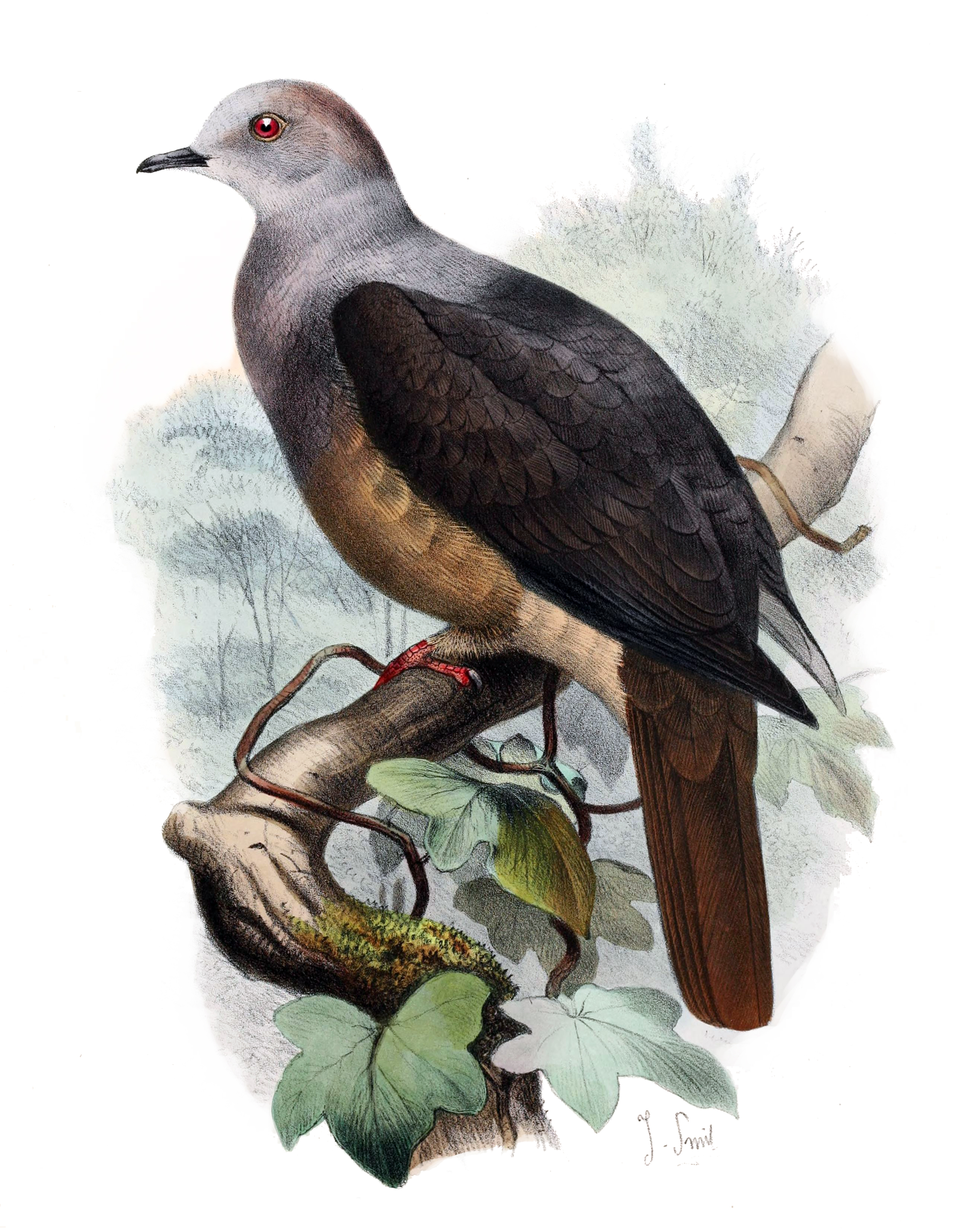
吼皇鸠（Ducula latrans）。

皇鸠属（学名：Ducula）为鸽形目鸠鸽科的一属。
- 绿皇鸠（Ducula aenea）
- 社会岛皇鸠（Ducula aurororae）
- 山皇鸠（Ducula badia）
- 贝克氏皇鸠（Ducula bakeri）
- 棕腹皇鸠（Ducula basilica）
- 斑皇鸠（Ducula bicolor）
- 棕腹皇鸠（Ducula brenchleyi）
- 点斑皇鸠（Ducula carola）
- 红胸皇鸠（Ducula chalconota）
- 帝汶皇鸠（Ducula cineracea）
- 蓝尾皇鸠（Ducula concinna）
- 芬克氏皇鸠（Ducula finschi）
- 绿白斑尾皇鸠（Ducula forsteni）
- 马克萨斯皇鸠（Ducula galeata）
- 巨皇鸠（Ducula goliath）
- 黑背皇鸠（Ducula lacernulata）
- 吼皇鸠（Ducula latrans）
- 黑皇鸠（Ducula melanochroa）
- 红喉皇鸠（Ducula mindorensis）
- 黑领皇鸠（Ducula mullerii）
- 黑鼻皇鸠（Ducula myristicivora）
- 密克皇鸠（Ducula oceanica）
- 灰头皇鸠（Ducula pacifica）
- 白眼皇鸠（Ducula perspicillata）
- 马来灰皇鸠（Ducula pickeringi）
- 裸眶皇鸠（Ducula pinon）
- 灰皇鸠（Ducula pistrinaria）
- 粉红腹皇鸠（Ducula poliocephala）
- 灰头斑尾皇鸠（Ducula radiata）
- 红疣皇鸠（Ducula rubricera）
- 紫尾皇鸠（Ducula rufigaster）
- 澳洲斑皇鸠（Ducula spilorrhoa）
- 圣诞岛皇鸠（Ducula whartoni）
- 斑腹皇鸠（Ducula zoeae）